# Полезине Перменсе
Полезине Перменсе (итал. Polesine Parmense) је насеље у Италији у округу Парма, региону Емилија-Ромања.
Према процени из 2011. у насељу је живело 697 становника. Насеље се налази на надморској висини од 35 м.

## Становништво
Према резултатима пописа становништва 2011. у општини је живело 1.507 становника.
| 1951. | 1961. | 1971. | 1981. | 1991. | 2001. | 2011. |
| ----- | ----- | ----- | ----- | ----- | ----- | ----- |
| 2.536 | 2.244 | 1.850 | 1.606 | 1.499 | 1.509 | 1.507 |